# 栅锈菌科
栅锈菌科（学名：Melampsoraceae），是柄锈菌目下的一个科。

## 下属分类
- Chnoopsora
- 栅锈菌属 Melampsora Castagne 1843